# Competition
Competition è un film del 1980 diretto da Joel Oliansky e con protagonisti Richard Dreyfuss e Amy Irving.

## Trama
Paul Dietrich, a quasi 30 anni, è un ex bambino prodigio ormai sul viale del tramonto. Ha partecipato a diversi concorsi senza mai vincere e vede come ultima possibilità un importante concorso pianistico a San Francisco. Heidi Schoonover è una giovane pianista di talento con un futuro promettente che partecipa anche lei al concorso di San Francisco. Heidi e Paul si incontrano un giorno durante le prove e, mentre lei viene immediatamente attratta da lui, Paul teme che iniziare una storia potrebbe essere solo una pericolosa distrazione rispetto all'obiettivo finale di vincere il concorso. Anche l'insegnante di Heidi, Greta, è diffidente nei confronti dell’interesse di Heidi per Paul. Il risultato del concorso deciderà il futuro della coppia.

## Colonna sonora
- The Los Angeles Philharmonic Orchestra
diretta da Lalo Schifrin
- Ginastera, Sonata per Piano
Eduardo Delgado, Pianist
- Brahms, Concerto per Pianoforte e Orchestra n. 1
Ralph Grierson, Pianist
- Chopin, Concerto in mi minore
Lincoln Mayorga, Pianist
- Prokofiev, Concerto per pianoforte e Orchestra n. 3 in C major"
 Daniel Pollack, Pianista
- Beethoven, Concerto per Pianoforte e Orchestra n. 5"
Chester B. Swiatkowski, Pianista
- LOVE THEME - THE COMPETITION
(People Alone)
Musica di Lalo Schifrin
Parole di Will Jennings e Wilbur Jennings
 Canzone di Randy Crawford

## Riconoscimenti
- 1981 - Premio Oscar
  - Candidatura per il miglior montaggio a David E. Blewitt
  - Candidatura per la migliore canzone originale per People Alone
- 1981 - Golden Globe
  - Candidatura per la migliore colonna sonora originale a Lalo Schifrin